# Panchganius blatteri
Panchganius blatteri is een hooiwagen uit de familie Assamiidae.